# 258
258是257與259之間的自然數。

## 在數學中
- 合數，正因數有1、2、3、6、43、86、129和258。
質因數分解為{\displaystyle 2\times 3\times 43}。
- 第59個過剩數，真因數和為270，盈度為12。前一個為252、下一個為260。
  - 第60個半完全數，和為本身的其中一組因數為43、 86、 129。前一個為252、下一個為260。
- 不尋常數，大於平方根的質因數為43。
- 第26個佩服數，相減後為本身的因數為6。前一個為246、下一個為270。
- 無平方數因數的數。
- 第26個楔形數。前一個為255、下一個為266。
- 十进制的奢侈數。
- 無平方數因數的數
- 第47個質數+47（211+47）
- 258=127+131，是兩個連續質數和
- 2個連續質數和（127+131）
- 4個連續質數和（59+61+67+71）
- 第47個質數+47（211+47）
- 半完全數：258=43+86+129
- 佩服數：258=1+2+3+43+86+129-6

## 在人類文化中
- 莫三比克的國際電話區號為258
- 美國國道258是美國國道58的支線
- 沃爾特·諾沃特尼是第二次世界大戰期間德國空軍第5號王牌飛行員，在442次任務中共擊落258架敵機
- 2005年地中海運動會舉行了27個大項和258個小項

## 在科學中
- 鍆-258是鍆中最穩定的同位素，它的半衰期有51.5天

## 在天文中
- NGC 258 是仙女座的一個星系
- 仙女座 Ⅶ是一個距離258萬光年的矮橢球星系

## 在其他領域中
- 波斯藍的HSV為（258°, 85%, 48%）
- 泰坦23G運載火箭第一節火箭比沖為258秒
- 泰坦二號火箭第一節火箭比沖為258秒
- 西元258年和前258年